# Bernard Haitink

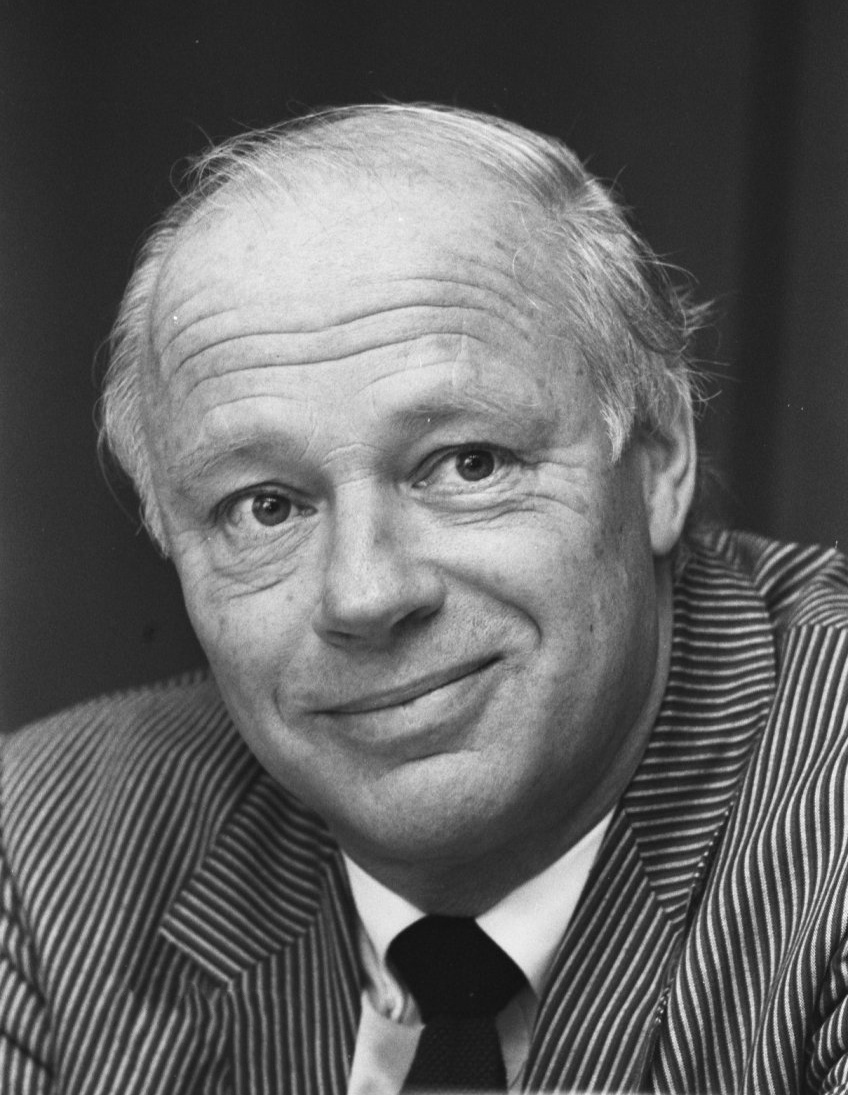
Bernard Haitink, 1984

Bernard Johan Herman Haitink, CH (* 4. März 1929 in Amsterdam; † 21. Oktober 2021 in London) war ein niederländischer Dirigent.

## Leben
Bernard Haitink wurde als Sohn von Willem Herman Leonard Haitink (1885–1957) und dessen Frau Anna Clara, geb. Verschaffelt (1898–1984), in Amsterdam geboren. Sein Vater war ein Beamter und zuletzt als Leiter eines Elektrizitätswerks tätig. Während der deutschen Besatzung wurde er zur Vergeltung eines Bombenanschlags auf eine Buchhandlung als eine von hundert Geiseln für mehrere Monate in einem deutschen Konzentrationslager inhaftiert. Die Mutter Anna überlebte als sogenannte Halbjüdin die Nazi-Herrschaft. Sie arbeitete für die Alliance française. Bernard Haitink wuchs mit einem älteren Bruder und einer Schwester auf.
Haitink studierte in seiner Geburtsstadt am Konservatorium. Danach spielte er als Violinist in einer Reihe von Orchestern. 1954 und 1955 lernte er unter der Anleitung Ferdinand Leitners zu dirigieren. 1955 wurde er Zweiter Dirigent des Radio Filharmonisch Orkest (Niederländisches Radioorchester).

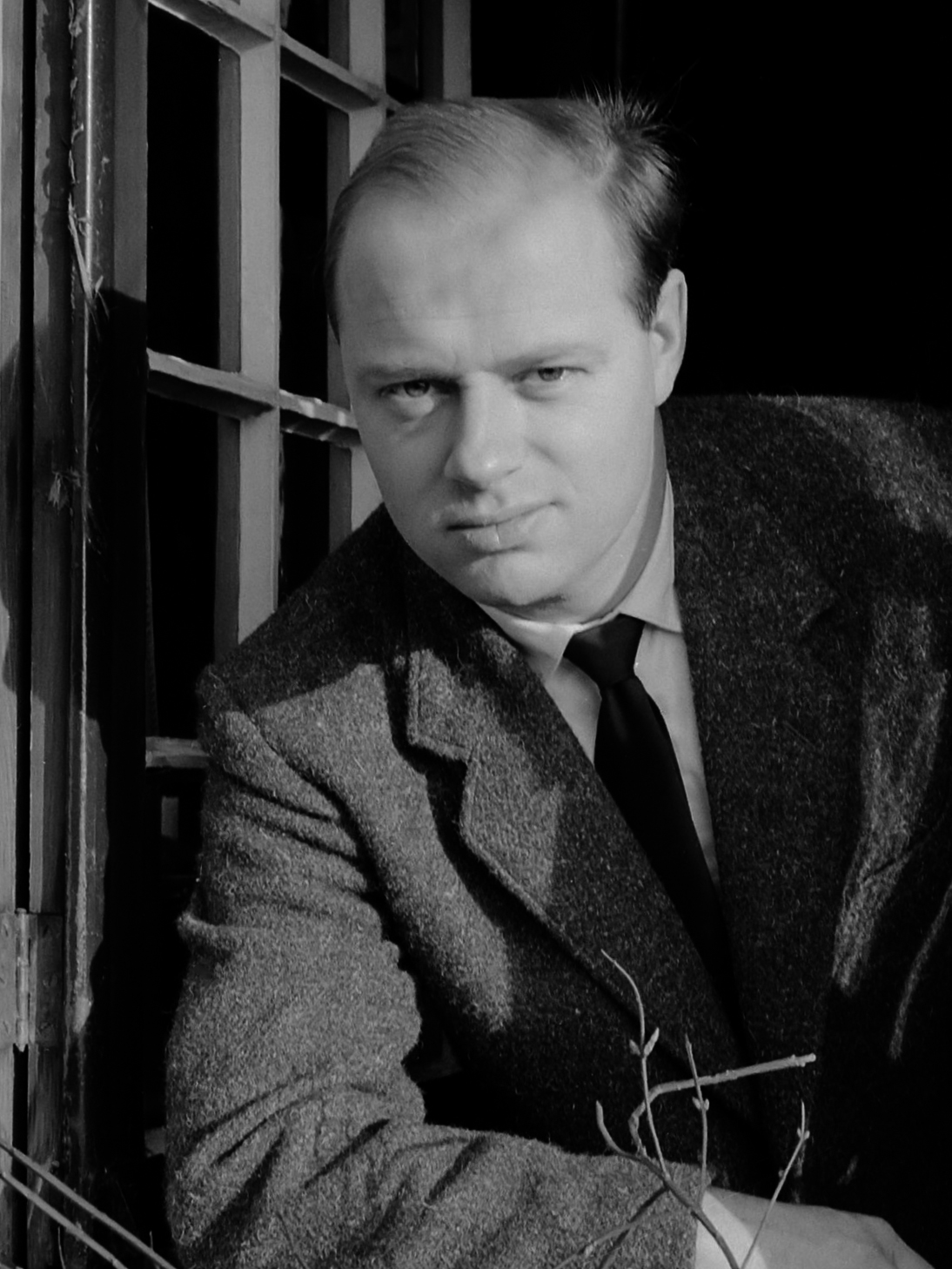
Bernard Haitink (1959)

1956 war er für Carlo Maria Giulini beim Concertgebouw-Orchester eingesprungen, erhielt fortan zunächst einige Einladungen und führte das Orchester dann auf einer England-Tournee 1959. Nach dem plötzlichen Tod von Eduard van Beinum 1959 übertrug man Haitink das Amt des Ersten Dirigenten. Internationalen Ruf erwarb sich Haitink 1961, als er mit Eugen Jochum zum gemeinsamen Chefdirigenten des Concertgebouw-Orchesters bestellt wurde. Als Jochum 1964 das Amt aufgab, wurde er alleiniger Chefdirigent und Künstlerischer Leiter des Orchesters.
1967 wurde er zum Ersten Dirigenten des London Philharmonic Orchestra ernannt, das er bis 1979 leitete. Von 1978 bis 1988 war Haitink musikalischer Leiter des Opernfestivals in Glyndebourne. Sein Vertrag mit dem Concertgebouw-Orchester wurde 1988 nicht mehr verlängert, was Haitink dem Orchester so verübelte, dass er knapp fünf Jahre nicht mehr mit ihm auftrat. Dennoch ernannte ihn das Orchester 1999 zum Ehrendirigenten.
Von 1977 bis 1987 dirigierte Haitink jede Weihnachten das Concertgebouw-Orchester in den Kerstmatinees (Weihnachts-Matineen). Es wurden nur Werke von Gustav Mahler gespielt und die Konzerte international in der Eurovision übertragen.
Von 1987 bis 1998 hatte Haitink die musikalische Leitung des Royal Opera House in London inne, von 1995 bis 2004 war er außerdem erster Gastdirigent des Boston Symphony Orchestra. 2002 übernahm er den Posten des Chefdirigenten bei der Staatskapelle Dresden. Aufgrund von vermeintlichen Unstimmigkeiten bei der Wahl seines Nachfolgers gab Haitink seinen Posten 2004 vorzeitig auf. 2006 ernannte ihn das Chicago Symphony Orchestra zum Ersten Dirigenten, weil das Amt des Musikdirektors seit Daniel Barenboims Rückzug in diesem Jahr nicht mehr besetzt war.
Im Jahr 2008 erarbeitete Haitink mit dem Chamber Orchestra of Europe exklusiv für das Lucerne Festival einen Beethoven-Zyklus auf der Grundlage der neuen Kritischen Gesamtausgabe, 2010/2011 am selben Ort mit demselben Klangkörper einen Zyklus mit den Orchesterwerken von Brahms. Auch die Orchesterwerke von Schumann hat er seitdem in Luzern dirigiert. Außerdem gab Haitink ab 2011 dort jährlich zum Oster-Festival Meisterkurse für junge Dirigenten. Am 6. September 2019 nahm er mit einem Konzert der Wiener Philharmoniker im Rahmen des Lucerne Festival seinen Abschied vom Konzertpodium. Das BBC Music Magazine zählte ihn zu den zwanzig bedeutendsten Dirigenten aller Zeiten. Er starb im Alter von 92 in London.

### Privates
Haitink war ab 1956 mit Marjolein Snijder verheiratet, mit der er drei Töchter und zwei Söhne hatte. In den 1980er und 1990er Jahren folgten eine zweite Ehe mit einer Cellistin und eine dritte Ehe mit einer Violinistin. Ab 1994 war er in vierter Ehe mit Patricia Bloomfield verheiratet, die im Royal Opera House Viola spielte, bevor sie Rechtsanwältin wurde. Haitink lebte einige Jahre zusammen mit seiner Frau Patricia in Kastanienbaum LU am Vierwaldstättersee. In seiner dortigen Villa mit angebautem Konzertsaal veranstaltete er gelegentlich Privatkonzerte. Das Ehepaar lebte in London in der Nähe des Holland Parks.

## Werke
Haitink dirigierte ein breites Repertoire. Unter seinen Plattenaufnahmen befinden sich unter anderem alle Symphonien von Ludwig van Beethoven (drei Zyklen mit dem London Philharmonic, Concertgebouw- und London Symphony Orchestra), Robert Schumann, Johannes Brahms (drei Zyklen: Concertgebouw, Boston Symphony, London Symphony Orchestra), Peter Tschaikowski, Anton Bruckner (viele mehrfach), Gustav Mahler (bis auf die Achte mehrfach), Dmitri Schostakowitsch und die Gesamtaufnahme der Sinfonien Ralph Vaughan Williams’ mit dem London Philharmonic. Außerdem begann Haitink mit seiner Tätigkeit an Opernhäusern auch Opern einzuspielen, unter anderem Richard Wagners kompletten Ring des Nibelungen.

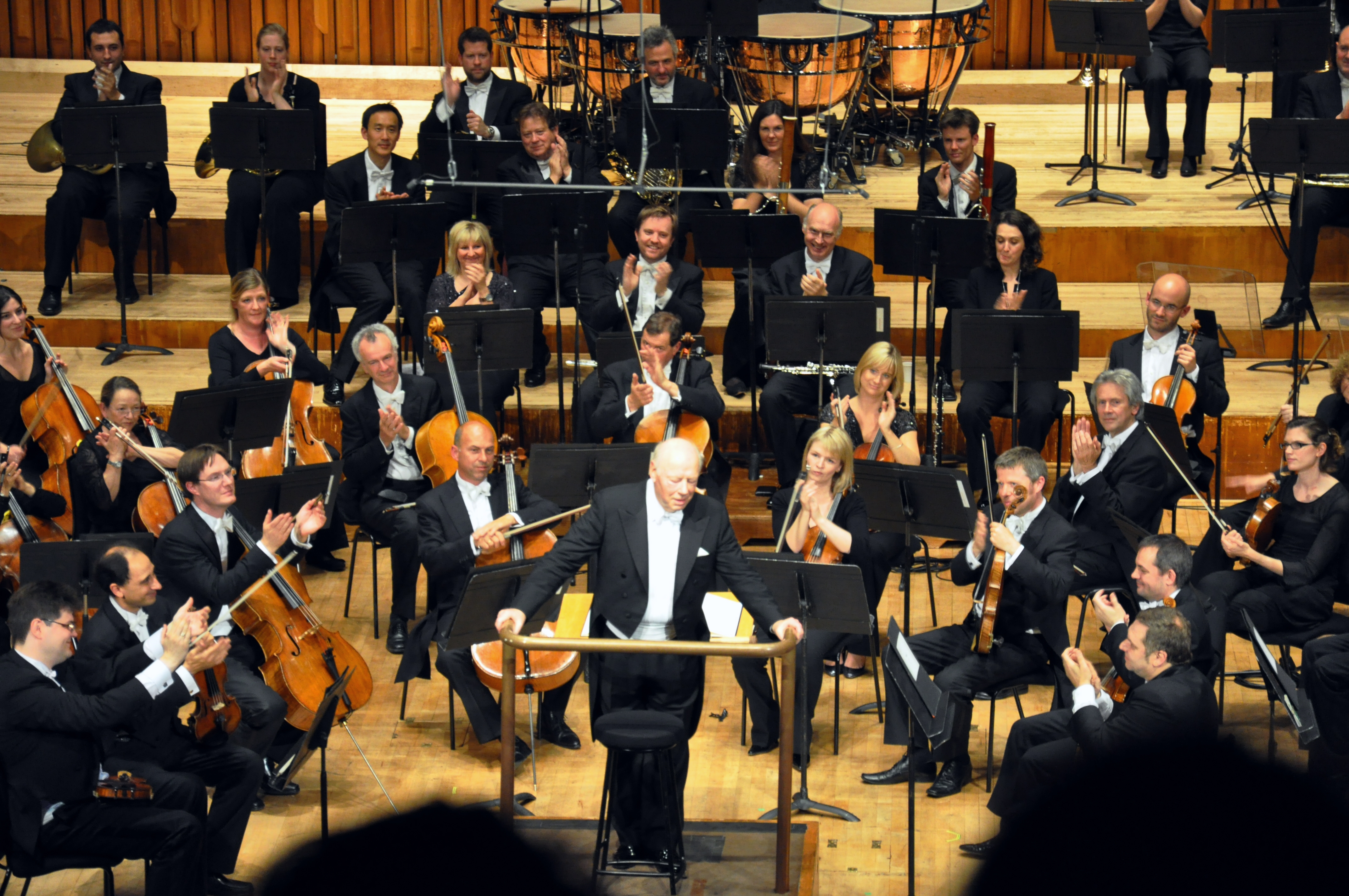
Bernard Haitink nach einem Konzert mit dem London Symphony Orchestra (2011)

## Ehrungen
- 1969: Orden von Oranien-Nassau
- 1971: Goldmedaille der Internationalen Gustav Mahler Gesellschaft Wien[17]
- 1972: Chevalier de L’Ordre des Arts et des Lettres
- 1977: Offizier des belgischen Kronenordens
- 1977 Knight Commander des Order of the British Empire ehrenhalber
- 1991: Erasmuspreis
- 2000: Ehrenmedaille für Kunst und Wissenschaft des Hausordens von Oranien
- 2002: Order of the Companions of Honour
- seit 2004: Ehrenmitglied der Berliner Philharmoniker
- 2013: ECHO Klassik Sinfonische Einspielung des Jahres (Musik des 19. Jh.) sowie Toblacher Komponierhäuschen[18] für Gustav Mahler: Sinfonie Nr. 9 (BR-KLASSIK) mit dem Symphonieorchester des Bayerischen Rundfunks
- 2015: Ehrenpreis 2015 vom Preis der deutschen Schallplattenkritik für sein Lebenswerk
- 2015: Gramophone Award Gramophone’s Lifetime Achievement Award
- 2016: Edison Oeuvreprijs[19]
- 2017: Kommandeur des Ordens vom Niederländischen Löwen
- 2018: BBC Music Magazine Award 2018 “Recording of the Year” / “Orchestral Winner” für seine Aufnahme der Gustav Mahler Sinfonie Nr. 3 mit dem Symphonieorchester des Bayerischen Rundfunks
- 2019: Ehrenmitglied der Wiener Philharmoniker[20][21]